# Maťovské Vojkovce
 Maťovské Vojkovce  (maďarsky Mátyócvajkóc) jsou obec na Slovensku. Nachází se v Košickém kraji, v okrese Michalovce. Obec má rozlohu 12,29 km² a leží v nadmořské výšce 106 m. V roce 2014 v obci žilo 603 obyvatel. První písemná zmínka o obci pochází z roku 1302.  

## Poloha
Obec leží ve východní části Slovenska, asi 1 km od hranic s Ukrajinou, ve Východoslovenské nížině. 5 km západně se nachází město Veľké Kapušany, 11 km severovýchodně pak již ukrajinský Užhorod. Na území obce není žádné přírodou vytvořené vodstvo, nejbližším vodním tokem je cca 8 km severně tekoucí Uh. Vesnice je vzdálená od hlavního města Bratislavy 508 km, krajského města Košice 90,9 km a okresního města Košice 31,3 km, sousedí se šesti obcemi: Budince, Bajany, Pavlovce nad Uhom, Ruská, Veľké Kapušany a Lekárovce.

### Administrativní členění
Maťovské Vojkovce se skládají ze dvou základních částí - západnějších Kapušianských Vojkovců a východnějších Maťovců, kde je i centrum obce s obecním úřadem.

## Doprava
Spojení obce s okolím obstarává  autobusová doprava.

### Železniční doprava
V jižní části katastru se nachází rozsáhlá železniční stanice Maťovce, do které vede  trať normálního rozchodu, a to železniční trať Bánovce nad Ondavou – Veľké Kapušany (– Užhorod).  V tomto železničním uzlu se rozkládá též stanice Maťovce ŠRT širokorozchodné (rozchod koleje 1 520 mm) železniční trati Užhorod – Haniska pri Košiciach, která sem vstupuje ze sousední Ukrajiny, s překladištěm, tato stanice však slouží výhradně nákladní dopravě. Díky svému významu pohraniční stanice je také železnice hlavním zaměstnavatelem místních obyvatel. 